# 小美玉市
小美玉市（日语：／ Omitama shi */?）是位于茨城縣中南部的一市。設立于2006年3月27日，由東茨城郡小川町、美野里町、新治郡玉里村合併誕生。

## 交通

### 鐵道
- 東日本旅客鐵道
  - 常磐線
    - 羽鳥站

### 機場
- 百里飛行場